# Senén Mesa
Pour les articles homonymes, voir Mesa.
Mesa  Fernández est un nom espagnol. Le premier nom de famille, en général paternel, est Mesa ; le second, en général maternel, souvent omis, est Fernández.
Senen Mesa Fernández (né le 11 décembre 1926 à Pola de Allande et mort le 21 novembre 2004 à Gijón) est un coureur cycliste espagnol. Professionnel de 1942 à 1954, il fut le premier champion cycliste de la principauté des Asturies. Il a notamment remporté quatre étapes du Tour d'Espagne.

## Palmarès
- 1946
  -  Champion des Asturies
  - 2e du Tour de Burgos
- 1947
  -  Champion des Asturies
  - 17ea étape du Tour d'Espagne
  - 3e du Tour des Asturies
- 1948
  - 7e, 12e et 13e étapes du Tour d'Espagne
  - 5e du Tour d'Espagne
- 1950
  -  Champion des Asturies
  - 2e du Tour des Asturies
  - 6e du Tour d'Espagne
- 1951
  - Grand Prix d'Andalousie :
    - Classement général
    - 1re étape

## Résultats sur les grands tours

### Tour d'Espagne
3 participations
- 1947 : abandon (21e étape[1]), vainqueur de la 17ea étape
- 1948 : 5e, vainqueur des 7e, 12e et 13e étapes
- 1950 : 6e